# Teleekran
Teleekran (ang. telescreen) – fikcyjne urządzenie służące do wyświetlania obrazu i emisji dźwięku oraz do śledzenia osób znajdujących się w jego zasięgu, opisane w dystopii Rok 1984 autorstwa George’a Orwella, jedno z najpowszechniejszych urządzeń w powieściowym supermocarstwie Oceanii.

## Opis urządzenia
Teleekran był najbardziej charakterystycznym środkiem przekazu w życiu codziennym mieszkańców Oceanii. Były one zainstalowane w mieszkaniach, wewnątrz budynków publicznych (w tym w toaletach) oraz w przestrzeni publicznej. Wyglądał jak podłużna metalowa płyta, przypominająca matowe lustro. Służył jednocześnie za odbiornik i nadajnik (np. podczas porannej gimnastyki podczas Podrygów porannych, trenerka zwraca się bezpośrednio do Winstona Smitha, nakazując mu wykonywać dokładniej ćwiczenia fizyczne). Mieszkańcy Oceanii nie wiedzieli, kiedy i czy Policja Myśli ich obserwuje za pomocą teleekranu, jednak sama świadomość bycia obserwowanym sprawiała, że byli wyjątkowo ostrożni zdając sobie sprawę, że dowolny gest może być odebrany jako nieprawomyślny.
Teleekran służył również jako narządzie pracy – za jego pomocą Winston Smith zamawiał poprawione egzemplarze „The Times”. Programy emitowane w teleekranie tworzyło i nadzorowało Ministerstwo Prawdy. 
Mieszkańcy Pasu Startowego Jeden nie mieli możliwości wyłączenia teleekranu (mogli tylko przyciszyć dźwięk). Tylko członkowie Wewnętrznej Partii mieli prawo wyłączyć teleekran.

## Okoliczności powstania teleekranu
Powieść Rok 1984 powstawała w latach 1947–1948. Teleekran w powieści opierał się na technologiach w większości istniejących przed II wojną światową. Pierwsze kamery do monitoringu zaczęto sprzedawać w Stanach Zjednoczonych w 1949 roku, krótko po opublikowaniu powieści. Sama telewizja istniała, jednak nie była tak rozpowszechniona jak jej odpowiednik w powieści.
Zdaniem kanadyjskiego literaturoznawcy Thomasa Dilwortha, Orwell wymyślając teleekrany mógł inspirować się filmem Dzisiejsze czasy reż. Charliego Chaplina, gdzie pokazano urządzenie odbierające i nadające transmisję audiowizualną. Dilworth zauważył, że pojawiający się w powieści motyw stosowania przekazu podprogowego za pomocą teleekranu przypomina motyw stosowania hipnopedii na dzieciach w powieści Nowy wspaniały świat Aldousa Huxleya. 
Inną inspiracją teleekranu mógł być XVIII-wieczny pomysł panoptykonu – więzienia, którego konstrukcja umożliwiałaby więziennym strażnikom obserwowanie więźniów tak, by nie wiedzieli, czy i kiedy są obserwowani.

## Znaczenie
Teleekrany mogły być alegorią donosicieli w państwach komunistycznych czy, w szerszym znaczeniu, utraty prywatności w systemach totalitarnych. Współcześnie do teleekranów porównuje się m.in. telewizyjny system dozorowy, telewizory sterowane za pomocą komend głosowych, które zbierają dane (zarówno faktyczne komendy, jak i prywatne rozmowy) do analizy na serwery i inne urządzenia umożliwiające podgląd osób prywatnych i zbieranie danych audiowizualnych, a także sam Internet. Lawrence Lessig argumentuje, że fikcyjny teleekran mniej narusza prywatność niż dzisiejszy Internet; podobnie David Brin pisze, że procesu utraty prywatności nie da się zatrzymać, ale można go zrównoważyć kontrolą monitorujących na zasadzie podwójnego teleekranu, gdzie ci, którzy nas monitorują mogą być także monitorowani.
Teleekran jest w zasadzie jedynym znaczącym, futurystycznym gadżetem technologicznym w książce Orwella. Teleekrany pojawiają się również w późniejszych dziełach, np. filmie Equilibrium (2002) w reżyserii Kurta Wimmera, gdzie jednak już ich wykorzystanie nie jest technologiczną nowinką, a raczej „retro-cytatem” z dzieła Orwella. 
Peter Huber zauważa, że dla Orwella „media elektroniczne są brzydkie, opresyjne i ogłupiające” i że autor Roku 1984 uważał, że znacząco wzmocnią rządzących, którzy uzyskają coraz większą możliwość szpiegowania obywateli. Huber jednak uważa argument Orwella za nietrafiony, wskazując, że postęp w dziedzinie telekomunikacji, w tym Internetu, jest postępem w kierunku technologii wolności, a poziom wolności społeczeństwa wzrasta wraz z rozwojem i wzrostem popularności tych technologii. Podobnie Richard A. Posner pisze, że Orwell jednak zbyt pesymistycznie podszedł do technologii – tu telewizji (teleekranu) – jako narzędzia do szpiegowania i indoktrynacji, podczas gdy w rzeczywistości to medium stało się narzędziem edukacji zmniejszającym monopol władzy. 